# Australische Cricket-Nationalmannschaft in Neuseeland in der Saison 2023/24
Die Tour der australischen Cricket-Nationalmannschaft nach Neuseeland in der Saison 2023/24 fand vom 21. Februar bis zum 11. März 2024 statt. Die internationale Cricket-Tour war Bestandteil der Internationalen Cricket-Saison 2023/24 und umfasste zwei Tests und drei Twenty20s. Die Tests waren Bestandteil der ICC World Test Championship 2023–2025. Australien gewann die Twenty20-Serie mit 3–0 und die Test-Serie mit 2−0.

## Vorgeschichte
Neuseeland bestritt zuvor eine Tour gegen Südafrika, Australien gegen den West Indies. Das letzte Aufeinandertreffen der beiden Mannschaften bei einer Tour fand in der Saison 2022/23 in Australien statt.

## Stadien
Die folgenden Stadien wurden für die Tour als Austragungsorte vorgesehen.
| Stadion       | Stadt        | Kapazität | Spiele      |
| ------------- | ------------ | --------- | ----------- |
| Eden Park     | Auckland     | 50.000    | 2. & 3. T20 |
| Hagley Oval   | Christchurch | 20.000    | 2. Test     |
| Basin Reserve | Wellington   | 11.000    | 1. Test     |
| Sky Stadium   | Wellington   | 34.500    | 1. T20      |

## Kaderlisten
Australien benannte seinen Twenty20-Kader am 5. Februar und seinen Test-Kader am 8. Februar 2024.
Neuseeland benannte seinen Twenty20-Kader am 13. Februar und seinen Test-Kader am 17. Februar 2024.
| Test | Test | Twenty20 | Twenty20 |
| Neuseeland | Australien | Neuseeland | Australien |
| --- | --- | --- | --- |
| - Tim Southee (K) - Tom Blundell (wk) - Devon Conway (wk) - Matt Henry - Scott Kuggeleijn - Tom Latham - Daryl Mitchell - Henry Nicholls - William O’Rourke - Glenn Phillips - Rachin Ravindra - Mitchell Santner - Neil Wagner - Kane Williamson - Will Young | - Pat Cummins (K) - Scott Boland - Alex Carey (wk) - Cameron Green - Josh Hazlewood - Travis Head - Usman Khawaja - Marnus Labuschagne - Nathan Lyon - Mitchell Marsh - Michael Neser - Matthew Renshaw - Steve Smith - Mitchell Starc | - Mitchell Santner (K) - Finn Allen - Trent Boult - Chad Bowes - Mark Chapman - Josh Clarkson - Devon Conway (wk) - Jacob Duffy - Lockie Ferguson - Matt Henry - Adam Milne - Glenn Phillips - Rachin Ravindra - Ben Sears - Tim Seifert (wk) - Ish Sodhi - Tim Southee - Will Young | - Mitchell Marsh (K) - Pat Cummins - Tim David - Nathan Ellis - Aaron Hardie - Josh Hazlewood - Travis Head - Josh Inglis (wk) - Spencer Johnson - Glenn Maxwell - Matthew Short - Steve Smith - Mitchell Starc - Marcus Stoinis - Matthew Wade (wk) - David Warner - Adam Zampa |

## Twenty20 Internationals

### Erstes Twenty20 in Wellington
| 21. Februar Scorecard | Wellington (WS) | Neuseeland 215-3 (20)            | – | Australien 216-4 (20) |
|                       |                 | Australien gewinnt mit 6 Wickets |   |                       |

Neuseeland gewann den Münzwurf und entschied sich als Schlagmannschaft zu beginnen. Für sie bildeten Finn Allen und Devon Conway eine Partnerschaft. Allen schied nach 32 Runs aus und wurde durch Rachin Ravindra ersetzt, der ein Fifty über 68 Runs erreichte. Mit dem nächsten Ball verlor auch Conway sein Wicket nach einem Fifty über 63 Runs. In der Folge beendeten Glenn Phillips und Mark Chapman als Partnerschaft ungeschlagen das Innings. Phillips erreichte 19* Runs und Chapman 18* Runs. Die australischen Wickets erzielten Mitchell Marsh, Mitchell Starc und Pat Cummins. Für Australien formten die Eröffnungs-Batter Travis Head und David Warner eine Partnerschaft. Head erreichte 24 Runs, woraufhin Mitchell marsh aufs Feld kam. Warner verlor sein Wicket nach 32 Runs und ihm folgte Glenn Maxwell mit 25 Runs und Josh Iglis mit 20 Runs. Zusammen mit Tim David konnte Marsh dann mit dem letzten ball die Vorgabe einholen. Marsh erreichte dabei ein Fifty über 72* Runs und David 31* Runs. Bester neuseeländischer Bowler war Mitchell Santner mit 2 Wickets für 42 Runs. Als Spieler des Spiels wurde Mitchell Marsh ausgezeichnet.

### Zweites Twenty20 in Auckland
| 23. Februar Scorecard | Auckland | Australien 174 (19.5)          | – | Neuseeland 102 (17) |
|                       |          | Australien gewinnt mit 72 Runs |   |                     |

Neuseeland gewann den Münzwurf und entschied sich als Feldmannschaft zu beginnen. Für Australien bildeten die Eröffnungs-Batter Travis Head und Steve Smith eine Partnerschaft. Smith erreichte 11 Runs und wurde gefolgt durch Mitchell Marsh. Head schied nach 45 Runs aus und Marsh nach 26 Runs. Daraufhin kam Tim David aufs Feld und formte mit Pat Cummins eine Partnerschaft. David gelangen 17 Runs, woraufhin ihm Nathan Ellis folgte. Cummins schied dann nach 28 Runs aus, während Ellis als das letzte Wicket des Innings fiel 11* Runs erreicht hatte. Damit setzten sie Neuseeland eine Vorgabe über 175 Runs. Bester neuseeländischer Bowler war Lockie Ferguson mit 4 Wickets für 12 Runs. Neuseeland verlor frühzeitig drei Wickets, bevor Glenn Phillips und Josh Clarkson eine Partnerschaft formten. Clarkson erreichte 10 Runs, woraufhin Trent Boult ins Spiel kam. Phillips gelangen 42 Runs und Boult 16 Runs, was jedoch nicht ausreichte um die Vorgabe zu gefährden. Bester australischer Bowler war Adam Zampa mit 4 Wickets für 34 Runs. Als Spieler des Spiels wurde Pat Cummins ausgezeichnet.

### Drittes Twenty20 in Auckland
| 25. Februar Scorecard | Auckland | Australien 118-4 (10.4/10.4)                | – | Neuseeland 98-3 (10/10) |
|                       |          | Australien gewinnt mit 27 Runs (D/L method) |   |                         |

Neuseeland gewann den Münzwurf und entschied sich als Feldmannschaft zu beginnen. In einem immer wieder durch Regenfällen unterbrochenen Innings bildeten für Australien Travis Head und Matthew Short eine Partnerschaft. Short erzielte 28 Runs und der ihm folgende Glenn Maxwell 20 Runs. Kurz darauf schied Head nach 33 Runs aus und bis zum Ende des verkürzten Wickets konnten Josh Inglis (14* Runs) und Tim David (8* Runs) die Vorgabe auf 126 Runs aus 10 Overn für Neuseeland erhöhen. Die neuseeländischen Wickets erzielten Josh Clarkson, Mitchell Santner, Adam Milne und Ben Sears. Für Neuseeland begannen Finn Allen und Will Young. Young erreichte 14 Runs, bevor sich Glenn Phillips etablierte. allen schied nach 13 Runs aus, woraufhin Phillips zusammen mit Mark Chapman das Innings beendete, ohne dass die Vorgabe gefährdet werden konnte. Phillips erzielte dabei 40* Runs und Chapman 17* Runs. Die australischen Wickets erzielten Spencer Johnson, Adam Zampa und Matthew Short. Als Spieler des Spiels wurde Matthew Short ausgezeichnet.

## Tests

### Erster Test in Wellington
| 29. Februar – 3. März Scorecard | Wellington (BR) | Australien 383 (115.1) & 164 (51.1) | – | Neuseeland 179 (43.1) & 196 (64.4) |
|                                 |                 | Australien gewinnt mit 172 Runs     |   |                                    |

Neuseeland gewann den Münzwurf und entschied sich als Feldmannschaft zu beginnen. Für Australien bildeten die Eröffnungs-Batter Steve Smith und Usman Khawaja eine Partnerschaft. Smith erreichte 31 Runs und wurde gefolgt durch Cameron Green. Khawaja schied nach 33 Runs aus und an der Seite von Green erzielte Mitchell Marsh 40, Alex Carey 10 und Pat Cummins 16 Runs. Nachdem Josh Hazlewood aufs Feld gekommen war, endete der Tag beim Stand von 279/9. Am zweiten Tag verlor Hazlewood das letzte Wicket des Innings nach 22 Run als Green ein Century über 174 Runs aus 275 Bällen erreicht hatte. Bester neuseeländischer Bowler war Matt Henry mit 5 Wickets für 70 Runs. Neuseeland verlor früh drei Wickets, bevor Daryl Mitchell 11 Runs erzielen konnte. Daraufhin bildeten Tom Blundell und Glenn Phillips eine Partnerschaft. Blundell erreichte 33 Runs und nachdem Matt Henry ins Spiel kam, schied auch Phillips nach einem Fifty über 71 Runs aus. Henry verlor daraufhin das letzte Wicket des Innings nach 42 Runs und verkürzte so den Rückstand Neuseelands auf 204 Runs. Bester australischer Bowler war Nathan Lyon mit 4 wickets für 43 Runs. Für Australien bildete Eröffnungs-Batter Usman Khawaja mit dem als Nightwatchman eingesetzten vierten Schlagmann Nathan Lyon eine Partnerschaft und beendete den Tag beim Stand von 13/2. Am dritten Spieltag schied Lyon nach 41 Runs aus und wurde gefolgt durch Cameron Green. Khawaja erreichte 28 Runs und dem hineinkommenden Travis Head gelangen 29 Runs. Diesem folgte Mitchell Starc und Green konnte 34 Runs erzielen. Starc verlor das letzte Wicket des Innings nach 12 Runs und erhöhte so die Vorgabe für Neuseeland auf 369 Runs. Beste neuseeländische Bowler waren Glenn Phillips mit 5 Wickets für 45 Run und Matt Henry mit 3 Wickets für 36 Runs. Für Neuseeland formte Eröffnungs-Batter Will Young zusammen mit dem vierten Schlagmann Rachin Ravindra eine Partnerschaft. Young erreichte 15 Runs und nachdem Daryl Mitchell ins Spiel kam, endete der Tag beim Stand von 111/3. Am vierten Spieltag schied Ravindra nach einem Fifty über 59 Runs aus und der ihm folgende Scott Kuggeleijn erreichte 26 Run und Matt Henry 14 weitere. Mitchell verlor das letzte wicket des Spiels nach 38 Runs, womit die Niederlage für Neuseeland feststand. Bester australischer Bowler war Nathan Lyon mit 6 Wickets für 65 Runs. Als Spieler des Spiels wurde Nathan Lyon ausgezeichnet.

### Zweiter Test in Christchurch
| 8. – 11. März Scorecard | Christchurch | Neuseeland 162 (45.2) & 372 (108.2) | – | Australien 256 (68) & 281-7 (65) |
|                         |              | Australien gewinnt mit 3 Wickets    |   |                                  |

Australien gewann den Münzwurf und entschied sich als Feldmannschaft zu beginnen. Für Neuseeland begannen die Eröffnungs-Batter Tom Latham und Will Young. Young gelangen 14 Runs, bevor er durch Kane Williamson ersetzt wurde. Latham erreichte 38 Runs und Williamson schied in der Folge nach 17 Runs aus. Daraufhin erzielte Tom Blundell 22 Runs, woraufhin Matt Henry und Tim Southee ins Spiel kamen. Southee schied dann nach 26 Runs aus und Henry verlor das letzte Wicket des Innings nach 29 Runs. Beste australische Bowler waren Josh Hazlewood mit 5 Wickets für 31 Runs und Mitchell Starc mit 3 Wickets für 59 Runs. Für Australien bildeten die Eröffnungs-Batter Steve Smith und Usman Khawaja eine Partnerschaft. Smith erreichte 11 Runs und wurde durch Marnus Labuschagne ersetzt. Khawaja konnte 16 Runs erzielen und die ihm folgenden Cameron Green 25 und Travis Head 21 Runs. Nachdem Nathan Lyon auf Feld gekommen war, endete der Tag beim Stand von 124/4. Am zweiten Spieltag schied Lyon nach 20 und der hineinkommende Alex Carey nach 14 Runs aus. Ihm folgte Mitchell Starc, woraufhin Labuschagne sein Wicket nach einem Fifty über 90 Runs verlor. Daraufhin kam Pat Cummins ins Spiel und nachdem Starc nach 28 Runs ausschied, verlor Cummins mit 23 Runs das letzte Wicket des Innings und erhöhte damit den Vorsprung auf 94 Runs. Bester neuseeländischer Bowler war Matt Henry mit 7 Wickets für 67 Runs. In ihrem zweiten Innings bildete für Neuseeland Eröffnungs-Batter Tom Latham mit dem dritten Schlagmann Kane Williamson eine Partnerschaft. Williamson erzielte ein Fifty über 51 Runs und wurde durch Rachin Ravindra ersetzt der zusammen mit Latham den Tag beim Stand von 134/2 beendete. Am dritten Spieltag schied Latham nach einem Fifty über 73 Runs aus und auch der hineinkommende Daryl Mitchell konnte ein Half-Century über 58 Runs erreichen. Kurz darauf verlor auch Ravindra nach 82 Runs sein Wicket. In der Folge formten Glenn Phillips und Scott Kuggeleijn ine Partnerschaft. Phillips gelangen 16 Runs und der ihm Folgende Matt Henry erzielte ebenfalls 16 Runs. Kuggeleijn verlor daraufhin das letzte Wicket des innings nach 44 Runs und erhöhte so die Vorgabe für Australien auf 279 Runs. Beste australische Bowler waren Pat Cummins mit 4 Wickets für 62 Runs und Nathan Lyon mit 3 Wickets für 49 Runs. Für Australien erzielte Eröffnungs-Batter Usman Khawaja 11 Runs, sie verloren jedoch früh vier Wickets. Daraufhin formten Travis Head und Mitchell Marsh eine Partnerschaft und beendeten den Tag beim Stand von 77/4. Am vierten Spieltag erreichte Head 18 Runs und ihm folgte Alex Carrey. Marsh konnte ein Fifty über 80 Runs erzielen, bevor Carrey zusammen mit Pat Cummins die Vorgabe einholen konnten. Carey erreichte dabei ein Fifty über 98* Runs und Cummins 32* Runs. Bester neuseeländischer Bowler war Ben Sears mit 4 wickets für 90 Runs. Als Spieler des Spiels wurde Alex Carey ausgezeichnet.

## Auszeichnungen

### Player of the Series
Als Player of the Series wurden der folgende Spieler ausgezeichnet.
| Serie    | Player of the Series |
| -------- | -------------------- |
| Test     | Matt Henry           |
| Twenty20 | Mitchell Marsh       |

### Player of the Match
Als Player of the Match wurden die folgenden Spieler ausgezeichnet.
| Spiel   | Player of the Match |
| ------- | ------------------- |
| 1. Test | Cameron Green       |
| 2. Test | Alex Carey          |
| 1. T20  | Mitchell Marsh      |
| 2. T20  | Pat Cummins         |
| 3. T20  | Matthew Short       |